# Isoetes biafrana
Isoetes biafrana là một loài dương xỉ trong họ Isoetaceae. Loài này được Alston mô tả khoa học đầu tiên.